# Rob Brezsny
Rob Brezsny est un astrologue americain, auteur, et musicien. Son horoscope hebdomadaire « Free Will Astrology » (anciennement « Real Astrology ») est publié depuis 1980, et était repris par près de 120 périodiques en 2010.

## Présentation
Rob Breszny fait partie des astrologues ayant une pratique contemporaine.
Brezsny utilise un récit à la première personne dans ses colonnes d'horoscope, ainsi qu'une approche plus littéraire que les horoscopes conventionnels. Il conçoit l'astrologie non pas comme une science mais comme une pratique poétique et philosophique. Une pratique comparable à « un langage poétique de l'âme », à « un poème de Pablo Neruda, un tableau de Vassily Kandinsky ou une chanson de Nick Cave ». 
Le Utne Reader décrit l'horoscope comme « un mélange de poésie spontanée, de politique fougueuse et de fantaisie », et The New York Times l'a décrit comme « désinvolte, persécuteur, détourné », et a dit qu'il est destiné aux actifs urbains « qui se tournent vers lui pour l'irrévérence autant que pour la perspicacité ». Brezsny est cité comme disant « Je suis en mission de sauvetage du génocide imaginatif », et déclare au New York Times que son « idée derrière la tête » est « d'être un poète qui est payé pour écrire de la poésie ». Brezsny a dit « Je prédis le présent. Je ne crois pas à la prédiction de l'avenir ». Le directeur du consensuel Centre d'Astrologie de New York qualifie la colonne de Brezsny de « idiote ».
Dans les années 1970 et 1980, Brezsny était chanteur et auteur-compositeur pour des groupes de Santa Cruz en Californie tels que Kamikaze Angel Slander et Tao Chemical, puis, au début des années 1990, pour le groupe World Entertainment War, pour lequel Brezsny a écrit la chanson Dark Ages, qui a ensuite été enregistrée par Jefferson Starship pour leur album de 1995 Deep Space/Virgin Sky,. Jefferson Starship a également enregistré la chanson de World Entertainment War In a Crisis sur leur album de 2008 Jefferson's Tree of Liberty.
Brezsny participe à l'écriture et à la bande originale du film indépendant de science-fiction The Drivetime (1995).

## Ouvrages publiés
- (en) Rob Brezsny, Images Are Dangerous, Jazz Press, 1985 (ISBN 0-937310-22-0)
- (en) Rob Brezsny, The Televisionary Oracle, Frog Books, 2000, 483 p. (ISBN 1-58394-000-6, lire en ligne)
- (en) Rob Brezsny, Pronoia Is the Antidote for Paranoia : How the Whole World Is Conspiring To Shower You with Blessings, North Atlantic Books, 2009, 483 p. (ISBN 978-1-58394-000-6 et 1-58394-000-6, lire en ligne)
- (it) Rob Brezsny, Roboscopo, Biblioteca Univerzale Rizzoli, 2010, 255 p. (ISBN 978-88-17-04523-0)
- (en) Rob Brezsny, Pluto : New Horizons for a Lost Horizon, North Atlantic Books, 2015